# Голямата любов на Д. Л.
„Голямата любов на Д. Л.“ е български телевизионен игрален филм (комедия, драма) от 1982 година на режисьора Магда Каменова, по сценарий на Чавдар Шинов. Оператор е Петко Петков, а музиката на филма е композирана от Кирил Дончев. Художник е Любомир Попов. 

## Сюжет
Психологическа драма за късната и забранена любов на един мъж на средна възраст. Неочаквано и за себе си, той се влюбва в млада жена. Тя отвръща на чувствата му.

## Актьорски състав
| Роля                                             | Изпълнител     |
| ------------------------------------------------ | -------------- |
| Димитър Луков, чиновник                          | Ицхак Финци    |
| младата продавачка                               | Даниела Никова |
| съдия Надежда Захариева Лукова, съпруга на Луков | Илка Зафирова  |
| приятел на Луков                                 | Иван Григоров  |